# Roberto Mangabeira Unger
 (août 2024).
Si vous disposez d'ouvrages ou d'articles de référence ou si vous connaissez des sites web de qualité traitant du thème abordé ici, merci de compléter l'article en donnant les références utiles à sa vérifiabilité et en les liant à la section « Notes et références ».
Pour les articles homonymes, voir Unger.
Roberto Mangabeira Unger, né le 24 mars 1947 à Rio de Janeiro, est professeur à la Faculté de droit de l'Université Harvard (Harvard Law School). 
Son projet théorique et politique apporte une réflexion importante sur la reconstruction des sciences sociales à partir de nouvelles perspectives méthodologiques. Concrètement, il propose également des arrangements institutionnels qui favorisent une réforme radicale et «révolutionnaire» (dans un sens graduel et non du jour au lendemain) de la société. L'impact de son œuvre a suscité de nombreuses réactions. Selon Geoffrey Hawthorn par exemple, sa théorie sociale serait une des plus robustes du XXe siècle. 

## Biographie
Fils d'Edyla Mangabeira, poète et journaliste brésilienne (coéditrice d'un magazine féministe avec Leda Collor) et de Artur Unger, avocat et homme d'affaires allemand-américain. Son grand-père maternel, Octavio Mangabeira, était un homme politique brésilien qui semble avoir exercé une influence importante sur Roberto Mangabeira Unger. 
Sa famille déménage aux États-Unis, où il vit jusqu'à l'âge de 11 ans. À la mort de son père, lui et sa mère retournent au Brésil, où Unger fréquente l'université avant de retourner aux États-Unis en 1969 pour des études supérieures à Harvard. En 1970, il rejoint la faculté de droit de Harvard et devient en 1976 un des plus jeunes professeurs à devenir titulaire.

## Fausses nécessités
Unger cherche à explorer la plasticité et contingence des institutions: son but est de nous aider à nous déprendre des "fausses nécessités" et de la tendance au fétichisme.
La formulation de sa théorie sociale s'est développée dans deux directions bien définies. Tout d’abord, il explique que sa théorie tente de prendre l'idée de la contingence des institutions contemporaines très au sérieux. Il procède ensuite par une étude des formes institutionnelles alternatives de pluralisme politique, économique et sociale. 
En parallèle à cet effort théorique, il développe également un travail d'interprétation et de discussion de différentes alternatives programmatiques. La prémisse principale de ce projet théorique et pratique étant qu'il n'est pas nécessaire de se contenter d'identifier l'idée abstraite d'une économie de marché ou d’une démocratie représentative (sociale et/ou libérale) avec un ensemble particulier d'institutions comme celles établies aujourd'hui dans les sociétés à haut revenu d'Atlantique Nord. Plutôt que de fétichiser ou naturaliser ces institutions, il s'agit pour pouvoir les changer de montrer en quoi elles peuvent être faussement nécessaire. Ainsi, rien d’absolu n’empêcherait l'idée qu'une économie de marché ou une démocratie représentative puisse prendre diverses formes institutionnelles.
Ce type de raisonnement permet, entre autres choses, de connecter la théorie au monde pratique. Son engagement dans la vie politique du Brésil, après la fin du régime militaire, témoigne d'ailleurs de sa volonté à appliquer ses idées pour construire une société avec des institutions économiques et politiques de manière alternative et progressive. Cela dit, il est important de noter que son effort n'est pas juste une manière d'humaniser l'inévitable à travers des politiques sociales compensatoires. En effet, dans la formulation actuelle de son programme, Mangabeira a cherché à agir simultanément sur deux niveaux: rébellion nationale et organisation internationale. 
Ainsi, il propose d’une part des formes de mondialisation alternatives - une réorientation du commerce international, une restructuration des institutions multilatérales du système de Bretton Woods et un ensemble d'arrangements entre les puissances du BRIC (Brésil, Russie, Inde, Chine) qui transformerait progressivement la nature de l'hégémonie américaine tout en créant une forme de mondialisation plus favorable au pluralisme. D’autre part, il continue de se battre énergiquement pour une reconstruction mondiale devant venir des tentatives de réorientation des projets nationaux. Selon lui, seulement en essayant de développer un projet national de remplacement à ce qui est appelé le néo-libéralisme, c'est-à-dire ce qui est inspiré par la forme actuelle de la mondialisation, devient-il possible de réaliser l'idée de changer les règles du régime mondial actuel. 
Roberto M. Unger développe un raisonnement qui ne débouche pas sur une résignation sceptique, mais plutôt sur une promesse concrète de liberté substantielle qui offre un nouvel élan à la démocratie. 
Si la démocratie est souvent définie par des antagonismes entre approches représentatives et approches directes, Roberto M. Unger procède au-delà des représentations idéologiques (sans recourir à la rhétorique d’une « troisième voie » qu’il décrit comme une « première voie adoucie ») afin d’adopter une perspective selon laquelle participation et représentation ne s'appuient pas sur un antagonisme essentialisé. Il tente ainsi de déplacer l’attention portée par les sciences sociales conventionnelles aux diagnostics pessimistes vers des réflexions plus constructives offrant l'occasion de repenser les formes possibles de communauté démocratique. 
Entre la théorie élitiste d'une démocratie libérale ou représentative et la théorie socialiste d'une démocratie directe et participative, Roberto M. Unger cherche une voie complémentaire tout en améliorant les forces de chaque théorie. En mettant à jour les forces et les faiblesses des deux modèles d’interprétation, il remet en œuvre le potentiel démocratique du marxisme ainsi que les forces des démocraties constitutionnelles libérales face aux dimensions autoritaires et sclérosées des démocraties populaires. Parallèlement, il explique que pour arriver à développer plus en profondeur les forces de chaque modèle, des mécanismes institutionnels alternatifs sont indispensables. En s’attachant à reconstruire un récit narratif de la démocratie capable de susciter une inspiration face aux limites actuelles de la démocratie, il s’efforce de se déprendre de l’étroitesse des modèles argumentatifs traditionnels  en éveillant de nouvelles réponses à des interrogations persistantes. 
Au sujet des institutions, Roberto M. Unger livre une analyse rigoureuse de la démocratie en avançant l'idée qu'une communauté démocratique peut être constituée à partir d’expériences communes et de processus graduels. Pour cela, sa théorie sociale ouvre des perspectives pour penser et réaliser une démocratie au-delà des déceptions et résignations actuelles.

## Capacité négative
Voir aussi son interprétation du concept de "capacité négative" (negative capability, expression du poète anglais John Keats) par rapport au fait d'être dans l'incertitude et d'avoir des doutes sans courir avec irritation après le fait et la raison. L'idée est d'apprendre à ne plus récuser l'incertitude, à ne plus faire semblant afin de pouvoir commencer à réapprendre à vivre pour de bon.  
Voir également son concept de "context-smashing" (ou comment se déprendre du contexte?)